# Пајнтен
Пајнтен (њем. Painten) град је у њемачкој савезној држави Баварска. Једно је од 24 општинска средишта округа Келхајм. Према процјени из 2010. у граду је живјело 2.236 становника. Посједује регионалну шифру (AGS) 9273159.

## Географски и демографски подаци
Пајнтен се налази у савезној држави Баварска у округу Келхајм. Град се налази на надморској висини од 490 метара. Површина општине износи 13,8 km². У самом граду је, према процјени из 2010. године, живјело 2.236 становника. Просјечна густина становништва износи 162 становника/km².